# زمردماهی شنی
زمردماهی شنی (نام علمی: Ammolabrus dicrus) نام یک گونه از خانواده زمردماهیان است.